# Steindachnerina elegans
Steindachnerina elegans är en fiskart som först beskrevs av Steindachner, 1875.  Steindachnerina elegans ingår i släktet Steindachnerina och familjen Curimatidae. Inga underarter finns listade i Catalogue of Life.